# Lední hokej na Zimních olympijských hrách 2006
Hokejové soutěže mužů a žen na Zimních olympijských hrách v Turíně se konaly ve dnech 11. až 26. února 2006. O dvě sady medailí se hrálo v halách Palasport Olimpico a Torino Esposizioni. Turnaje se zúčastnilo 12 mužských a 8 ženských týmů. Potřetí v historii se turnaje zúčastnili také hráči NHL, jejíž průběh byl v době konání olympiády přerušen.

## Medailové pořadí zemí
| Pořadí | Země                         | Zlato | Stříbro | Bronz | Celkově |
| ------ | ---------------------------- | ----- | ------- | ----- | ------- |
| 1.     | Švédsko (SWE)                | 1     | 1       | 0     | 2       |
| 2.     | Kanada (CAN)                 | 1     | 0       | 0     | 1       |
| 3.     | Finsko (FIN)                 | 0     | 1       | 0     | 1       |
| 4.     | Česko (CZE)                  | 0     | 0       | 1     | 1       |
| 4.     | Spojené státy americké (USA) | 0     | 0       | 1     | 1       |
|        | Celkem                       | 2     | 2       | 2     | 6       |

## Medailisté
| Disciplína  | Zlato | Stříbro | Bronz |
| ----------- | --- | --- | --- |
| turnaj muži | Švédsko (SWE) · Daniel Alfredsson · Per-Johan Axelsson · Christian Bäckman · Peter Forsberg · Mika Hannula · Niclas Hävelid · Tomas Holmström · Jörgen Jönsson · Kenny Jönsson · Niklas Kronwall · Nicklas Lidström · Stefan Liv · Henrik Lundqvist · Fredrik Modin · Mattias Öhlund · Samuel Påhlsson · Mikael Samuelsson · Daniel Sedin · Henrik Sedin · Mats Sundin · Ronnie Sundin · Mikael Tellqvist · Daniel Tjärnqvist · Henrik Zetterberg | Finsko (FIN) · Niklas Bäckström · Aki Berg · Niklas Hagman · Jukka Hentunen · Jussi Jokinen · Olli Jokinen · Niko Kapanen · Mikko Koivu · Saku Koivu · Lasse Kukkonen · Antti Laaksonen · Jere Lehtinen · Toni Lydman · Antero Niittymäki · Antti-Jussi Niemi · Ville Nieminen · Fredrik Norrena · Petteri Nummelin · Teppo Numminen · Ville Peltonen · Jarkko Ruutu · Sami Salo · Teemu Selänne · Kimmo Timonen                         | Česko (CZE) · Jan Bulis · Petr Čajánek · Patrik Eliáš · Martin Erat · Dominik Hašek · Milan Hejduk · Aleš Hemský · Milan Hnilička · Jaromír Jágr · František Kaberle · Tomáš Kaberle · Aleš Kotalík · Filip Kuba · Pavel Kubina · Robert Lang · Marek Malík · Rostislav Olesz · Václav Prospal · Martin Ručinský · Dušan Salfický · Martin Straka · Jaroslav Špaček · Tomáš Vokoun · David Výborný · Marek Židlický       |
| turnaj ženy | Kanada (CAN) · Meghan Agostaová · Gillian Appsová · Jennifer Botterillová · Cassie Campbellová · Gillian Ferrariová · Danielle Goyetteová · Jayně Heffordové · Becky Kellarová · Gina Kingsburyová · Charline Labontéová · Carla MacLeodová · Caroline Ouelletteová · Cherie Piperová · Cheryl Pounderová · Colleen Sostoricsová · Kim St-Pierreová · Vicky Sunoharaová · Sarah Vaillancourtová · Katie Weatherstonová · Hayley Wickenheiserová   | Švédsko (SWE) · Cecilia Anderssonová · Gunilla Anderssonová · Jenni Asserholtová · Ann-Louise Edstrandová · Joa Elfsbergová · Emma Eliassonová · Erika Holstová · Nanna Janssonová · Ylva Lindbergová · Jenny Lindqvistová · Kristina Lundbergová · Kim Martinová · Frida Nevalainenová · Emilie O'Konorová · Maria Roothová · Danijela Rundqvistová · Therése Sjölanderová · Katarina Timglasová · Anna Vikmanová · Pernilla Winbergová | Spojené státy americké (USA) · Caitlin Cahowová · Natalie Darwitzová · Pam Dreyerová · Tricia Dunnová-Luomaová · Molly Engstromová · Chanda Gunnová · Jamie Hagermanová · Julie Chuová · Kim Insalacoová · Kathleen Kauthová · Courtney Kennedyová · Katie Kingová · Kristin Kingová · Sarah Parsonsová · Jenny Potterová · Helen Resorová · Angela Ruggieroová · Kelly Stephensová · Lyndsay Wallová · Krissy Wendellová |

## Muži
Vítězem mužského turnaje se stal tým Švédska, stříbrnou medaili získalo mužstvo Finska a na třetím místě se umístila česká reprezentace.

## Ženy
Vítězem ženského turnaje se stal tým Kanady, stříbrnou medaili získalo družstvo Švédska a na třetím místě se umístila americká reprezentace.